# Дрімлюга еквадорський
Дрімлюга еквадорський (Nyctidromus anthonyi) — вид дрімлюгоподібних птахів родини дрімлюгових (Caprimulgidae). Мешкає в Еквадорі і Перу. Раніше цей вид відносили до роду Дрімлюга (Caprimulgus), однак за результатами низки молекулярно-генетичних досліджень еквадорського дрімлюгу було переведено до роду Пораке (Nyctidromus).

## Опис
Довжина птаха становить 18-21 см, самці важать 32-39 г, самиці 31-42 г. Верхня частина тіла сірувато-коричнева, поцяткована вохристими плямками і чорнувато-бурими смужками, тім'я дещо темніше, скроні рудувато-коричневі. На задній частині шиї широкий охристий "комір". Стернові пера переважно коричневі, крайні стернові пера білі, підборіддя і верхня частина горла вохристі, поцятковані темно-коричневими плямками, на горлі біла пляма. Груди сірувато-коричневі. поцятковані вохристими смужками, живіт і боки вохристі, легко поцятковані коричневими смужками. В польоті на 5 крайніх першорядних махових перах помітна біла або вохриста смуга. У самиць світлі плями на крилах і хвості менші.

## Поширення і екологія
Еквадорські дрімлюги мешкають в прибережних районах на заході Еквадору і північному заході Перу. Вони живуть в сухих чагарникових заростях, на сухих луках, в напівпустелях та на узліссях сухих тропічних лісів. Зустрічаються на висоті до 800 м над рівнем моря. Живляться комахами, яких ловлять в польоті. Сезон розмноження триває з грудня по березень. Відкладають яйця просто на землю, серед опалого листя. В кладці 1 яйце.